# Ceromya dilecta
Ceromya dilecta là một loài ruồi trong họ Tachinidae.